# New York (utwór U2)
New York – piosenka rockowej grupy U2, pochodząca z jej wydanego w 2000 roku albumu, All That You Can’t Leave Behind. Jest ona poświęcona Nowemu Jorkowi oraz ludziom go zamieszkującym. Po wydarzeniach z 11 września 2001 roku utwór nabrał szczególnie ważnego znaczenia. Tekst został napisany przez wokalistę zespołu, Bono, który posiada mieszkanie w Nowym Jorku. Jednocześnie zaznaczył on, że „New York” jest hołdem dla Franka Sinatry i Lou Reeda. „There was a verse about Lou Reed, that didn’t make it, and a verse about Frank Sinatra (that also didn’t make it). And Lou has an album called New York, and he mentions my name on one of the tracks, „Beginning of a Great Adventure”. And I just think he is to New York what James Joyce was to Dublin.” („Istniał wers o Lou Reedzie, który nie znalazł się w tekście, był również wers o Franku Sinatrze, który także nie znalazł się w tekście. Lou wydał album zatytułowany New York. Wymienił on moje imię w utworze „Beginning of a Great Adventure”, pochodzącym z tej płyty. Myślę, że jest on dla Nowego Jorku kimś, kim dla Dublina był James Joyce.”)
W jednym z wywiadów Bono przyznał, iż piosenka mówi po części o „kryzysie wieku średniego”. Powiedział on również, że ostatnie wersy piosenki pierwotnie dotyczyły Sinatry, ponieważ śpiewając o Nowym Jorku, czuł, że musi o nim wpomnieć. Fragment ten brzmiał: „When I’m down on my luck / I sometimes think of Frank Sinatra / I met him once / He was more than generous / At dinner one evening he found a blue paper napkin ... and he stared at it and said to no one in particular, I remember when my eyes were this blue.” Bono wytłumaczył, że usunął tę końcówkę, ponieważ nie chciał, by słuchacze pomyśleli, że „New York” jest utworem autobiograficznym.
Piosenka była popularnym utworem trasy Elevation Tour, jednak po zamachach z 11 września 2001 roku, niektóre wersy „New York” zostały zmienione lub dodane. Zmienione fragmenty brzmiały następująco: „Voices on a cell phone – voices from home / Voices of the hard sell – voices down a stairwell” oraz „Religious nuts, political fanatics in the stew / Happily not like me and you / That’s where I lost you / New York – New York”.
U2 zagrał piosenkę podczas różnych występów 120 razy. Jej pierwsze wykonanie na żywo miało miejsce 19 października 2000 roku w klubie ManRay w Paryżu, podczas koncertu promującego, mającą ukazać się 30 października 2000 roku, płytę All That You Can’t Leave Behind. Ostatnie wykonanie „New York” z zawartym w wersji albumowej tekstem nastąpiło 27 sierpnia 2001 w Glasgow. Po raz pierwszy od zamachów na Pentagon i World Trade Center utwór, już wraz ze zmienionych tekstem, został zagrany miesiąc później, 10 października 2001 roku, podczas koncertu w South Bend. W trakcie trasy Elevation Tour piosenka przestała być grana przez U2 i nie została wykonana na żywo od 2 grudnia 2001 roku.